# Giedrius Arlauskis
Giedrius Arlauskis, né le 1er décembre 1987 à Telšiai en Lituanie, est un footballeur international lituanien au poste de gardien de but.

## Biographie

### Carrière de joueur
Giedrius Arlauskis fait ses débuts avec le FK Šiauliai, où il reste trois saisons et dispute 40 rencontres. 
En janvier 2008, il est transféré à l'Unirea Urziceni pour 150 mille euros et devient la doublure de Bogdan Stelea. La saison suivante, il devient le numéro 1 à l'Unirea. Il remporte également le championnat en 2008-2009, où il dispute 30 matchs. Après trois saisons et 55 matchs sous les couleurs de l'Unirea Urziceni.
Le 21 août 2010, il est transféré au Rubin Kazan pour 1 millions d'euros et devient la doublure de Sergey Ryzhikov. Au cours des quatre saisons, il reste sur le banc, ne profitant de temps de jeu que lors de matchs de coupes et en coupe d'Europe et libre de tout contrat en juin 2014.
Quatre ans après avoir quitté la Liga I, Giedrius Arlauskis retrouve le championnat roumain. Le 10 juin 2014, il s'engage avec le Steaua Bucarest.
Le 4 juin 2015, il rejoint Watford FC en Angleterre. Six mois plus tard, il est prêté à l'Espanyol de Barcelone.

### Équipe nationale
Giedrius Arlauskis est convoqué pour la première fois par le sélectionneur national José Couceiro pour un match amical face à la Moldavie le 18 novembre 2008. Il entre à la 46e minute à la place de Paulius Grybauskas (1-1).
Arlauskis a refusé de jouer en équipe nationale d'octobre 2010 à mars 2011, alors que le sélectionneur de la Lituanie était Raimondas Zutautas. Arlauskis a exprimé son opinion sur le fait qu'il a été maintenu sur le banc pendant les matchs de l'équipe nationale, parce qu'il a refusé de signer avec une agence qui est proche de Zutautas. Le sélectionneur a rejeté ces allégations. 

## Palmarès

### Clubs
- Avec l'Unirea Urziceni : 
  - Champion du Roumanie en 2009

- Avec le Rubin Kazan : 
  - Vainqueur de la Coupe de Russie en 2012
  - Vainqueur de la Supercoupe de Russie en 2012

- Avec le Steaua Bucarest : 
  - Vainqueur de la Coupe de la Ligue roumaine en 2015.
  - Champion de Roumanie en 2015.

- Avec le CFR Cluj : 
  - Champion du Roumanie en 2018 et 2019.
  - Vainqueur de la Supercoupe de Roumanie en 2018.

### Distinctions personnelles
- Footballeur lituanien de l'année en 2014

## Statistiques

### Statistiques en club
| Saison                | Club                  | Championnat           | Championnat | Championnat | Coupe(s) nationale(s) | Coupe(s) nationale(s) | Compétition(s) continentale(s) | Compétition(s) continentale(s) | Compétition(s) continentale(s) | Lituanie | Lituanie | Total | Total |
| Saison                | Club                  | Division              | M.          | B.          | M.                    | B.                    | Comp.                          | M.                             | B.                             | M.       | B.       | M.    | B.    |
| 2005                  | FK Šiauliai           | A Lyga                | 8           | 0           | -                     | -                     | -                              | -                              | -                              | -        | -        | 8     | 0     |
| 2006                  | FK Šiauliai           | A Lyga                | 13          | 0           | -                     | -                     | -                              | -                              | -                              | -        | -        | 13    | 0     |
| 2007                  | FK Šiauliai           | A Lyga                | 19          | 0           | -                     | -                     | -                              | -                              | -                              | -        | -        | 19    | 0     |
| 2007 - 2008           | Unirea Urziceni       | Liga I                | 4           | 0           | -                     | -                     | -                              | -                              | -                              | -        | -        | 4     | 0     |
| 2008 - 2009           | Unirea Urziceni       | Liga I                | 30          | 0           | 1                     | 0                     | C3                             | 2                              | 0                              | 2        | 0        | 35    | 0     |
| 2009 - 2010           | Unirea Urziceni       | Liga I                | 18          | 0           | -                     | -                     | C1+C3                          | 5+2                            | 0                              | 2        | 0        | 27    | 0     |
| 2010 - 2011           | Unirea Urziceni       | Liga I                | 3           | 0           | 1                     | 0                     | C1                             | 2                              | 0                              | 1        | 0        | 7     | 0     |
| 2010                  | Rubin Kazan           | Premier-Liga          | 2           | 0           | -                     | -                     | -                              | -                              | -                              | -        | -        | 2     | 0     |
| 2011 - 2012           | Rubin Kazan           | Premier-Liga          | 3           | 0           | -                     | -                     | C3                             | 3                              | 0                              | -        | -        | 6     | 0     |
| 2012 - 2013           | Rubin Kazan           | Premier-Liga          | 2           | 0           | -                     | -                     | C3                             | 1                              | 0                              | 3        | 0        | 6     | 0     |
| 2013 - 2014           | Rubin Kazan           | Premier-Liga          | -           | -           | 1                     | 0                     | C3                             | 4                              | 0                              | 7        | 0        | 12    | 0     |
| 2014 - 2015           | Steaua Bucarest       | Liga I                | 15          | 0           | 1                     | 0                     | C1+C3                          | 6+6                            | 0                              | 4        | 0        | 32    | 0     |
| Total sur la carrière | Total sur la carrière | Total sur la carrière | 117         | 0           | 4                     | 0                     | -                              | 31                             | 0                              | 19       | 0        | 171   | 0     |